# Huddersfield Town Association Football Club 2013-2014
Questa voce raccoglie le informazioni riguardanti l'Huddersfield Town Association Football Club  nelle competizioni ufficiali della stagione 2013-2014.

## Rosa
| N. |                             | Ruolo | Calciatore     |
| -- | --------------------------- | ----- | -------------- |
| 1  | Inghilterra (bandiera)      | P     | Alex Smithies  |
| 2  | Inghilterra (bandiera)      | D     | Calum Woods    |
| 3  | Scozia (bandiera)           | D     | Paul Dixon     |
| 4  | Irlanda del Nord (bandiera) | C     | Oliver Norwood |
| 5  | Inghilterra (bandiera)      | D     | Peter Clarke   |
| 6  | Inghilterra (bandiera)      | C     | Jonathan Hogg  |
| 7  | Irlanda (bandiera)          | C     | Sean Scannell  |
| 8  | Inghilterra (bandiera)      | C     | Adam Clayton   |
| 9  | Inghilterra (bandiera)      | A     | James Vaughan  |
| 10 | Inghilterra (bandiera)      | C     | Oscar Gobern   |
| 11 | Inghilterra (bandiera)      | C     | Danny Ward     |
| 12 | Inghilterra (bandiera)      | C     | Adam Hammill   |
| 13 | Inghilterra (bandiera)      | P     | Ian Bennett    |

| N. |                             | Ruolo | Calciatore      |
| -- | --------------------------- | ----- | --------------- |
| 14 | Inghilterra (bandiera)      | A     | Jon Stead       |
| 15 | Scozia (bandiera)           | D     | Murray Wallace  |
| 16 | Inghilterra (bandiera)      | C     | Keith Southern  |
| 17 | Irlanda del Nord (bandiera) | A     | Martin Paterson |
| 19 | Spagna (bandiera)           | A     | Cristian López  |
| 22 | Inghilterra (bandiera)      | C     | Anton Robinson  |
| 25 | Irlanda (bandiera)          | C     | Jake Carroll    |
| 29 | Inghilterra (bandiera)      | D     | Liam Ridehalgh  |
| 33 | Galles (bandiera)           | D     | Joel Lynch      |
| 34 | Inghilterra (bandiera)      | C     | Matt Crooks     |
| 39 | Inghilterra (bandiera)      | D     | Anthony Gerrard |
| 40 | Irlanda (bandiera)          | P     | Nick Colgan     |
| 44 | Inghilterra (bandiera)      | A     | Harry Bunn      |